# Status animarum
Status animarum (knjiga faranov, knjiga župljanov) je pogosto uporabljano latinsko poimenovanje za župnijsko družinsko knjigo, značilno predvsem za rimokatoliško versko skupnost. Prve knjige župljanov so nastale so v 17. stoletju v verske namene, v njih pa so sprva vodili samo evidenco o prejetih cerkvenih zakramentih, znanju in pripadnosti veri, v 18. stoletju pa so dodali še druge podatke (hišne številke, starost ipd.). Knjigo župljanov je vodil župnik (matičar), ki je običajno vodil tudi matično knjigo za svojo župnijo. Najbolj podrobne knjige župljanov so se vodile v podeželskih župnijah, v mestih, kjer so se ljudje veliko selili, pa so  bile manj podrobne, ali pa jih ni bilo. Knjige župljanov so bile lahko narativne oblike, ali pa tabelarične (tiskane), posebej pa so se vodile za najdenčke, gostaše in Rome. Konec 20. stoletja so knjige župljanov začele nadomeščati družinske knjižice.